# Lettl-Museum

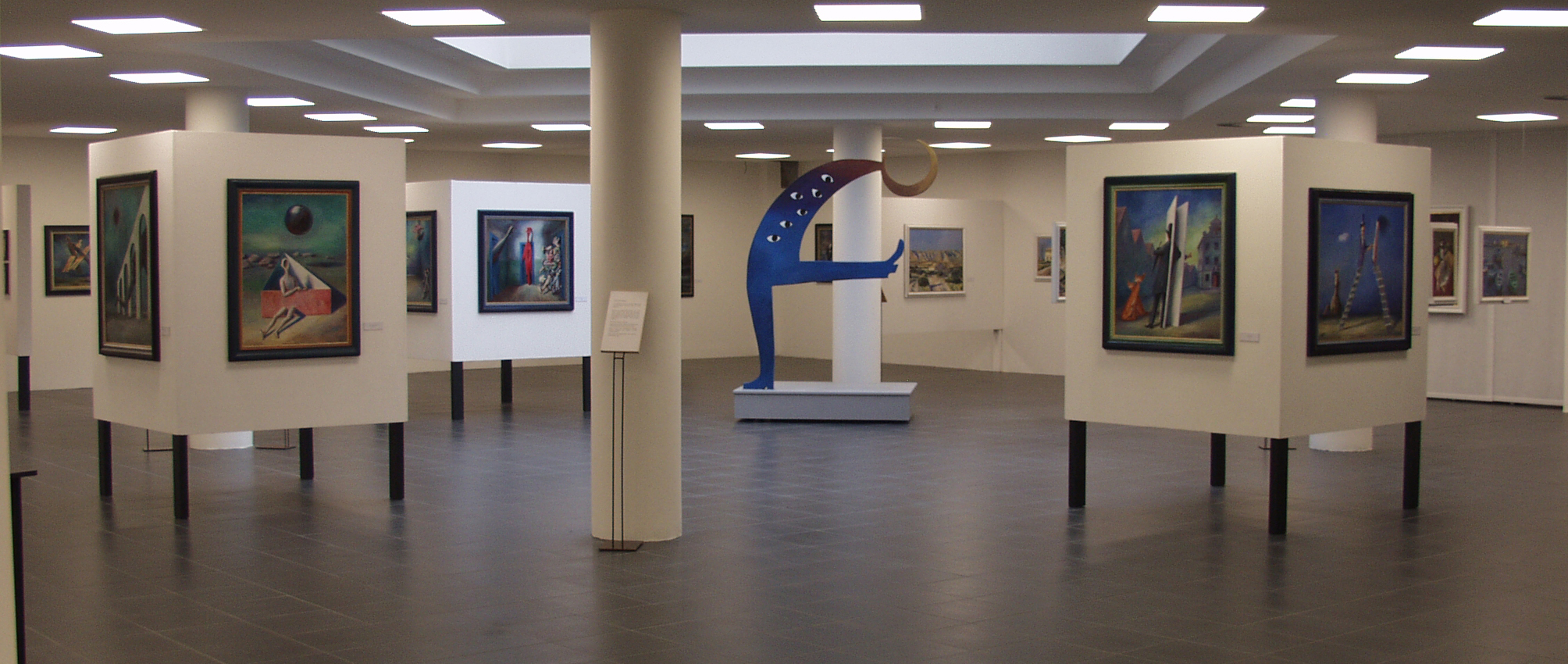
Lettl-Museum (2019)

Das Lettl-Museum für surreale Kunst (Eigenschreibweise: LETTL-Museum für surreale Kunst) ist ein Kunstmuseum in Augsburg mit Werken des Malers Wolfgang Lettl, das 2019 eröffnete.

## Entstehung
Das Museum ist ein Nachfolger des Lettl-Atriums, das in Augsburg von 1993 bis 2013 in den Räumen der Industrie- und Handelskammer Schwaben bestand. Nachdem dieses Vorgängermuseum wegen Sanierungs- und Umbauarbeiten schloss, wurden in den Folgejahren neue Räume in Augsburg gesucht und gefunden. Das neue Lettl-Museum eröffnete am 18. Dezember 2019, am 100. Geburtstag des 2008 verstorbenen Künstlers.

## Gebäude und Lage

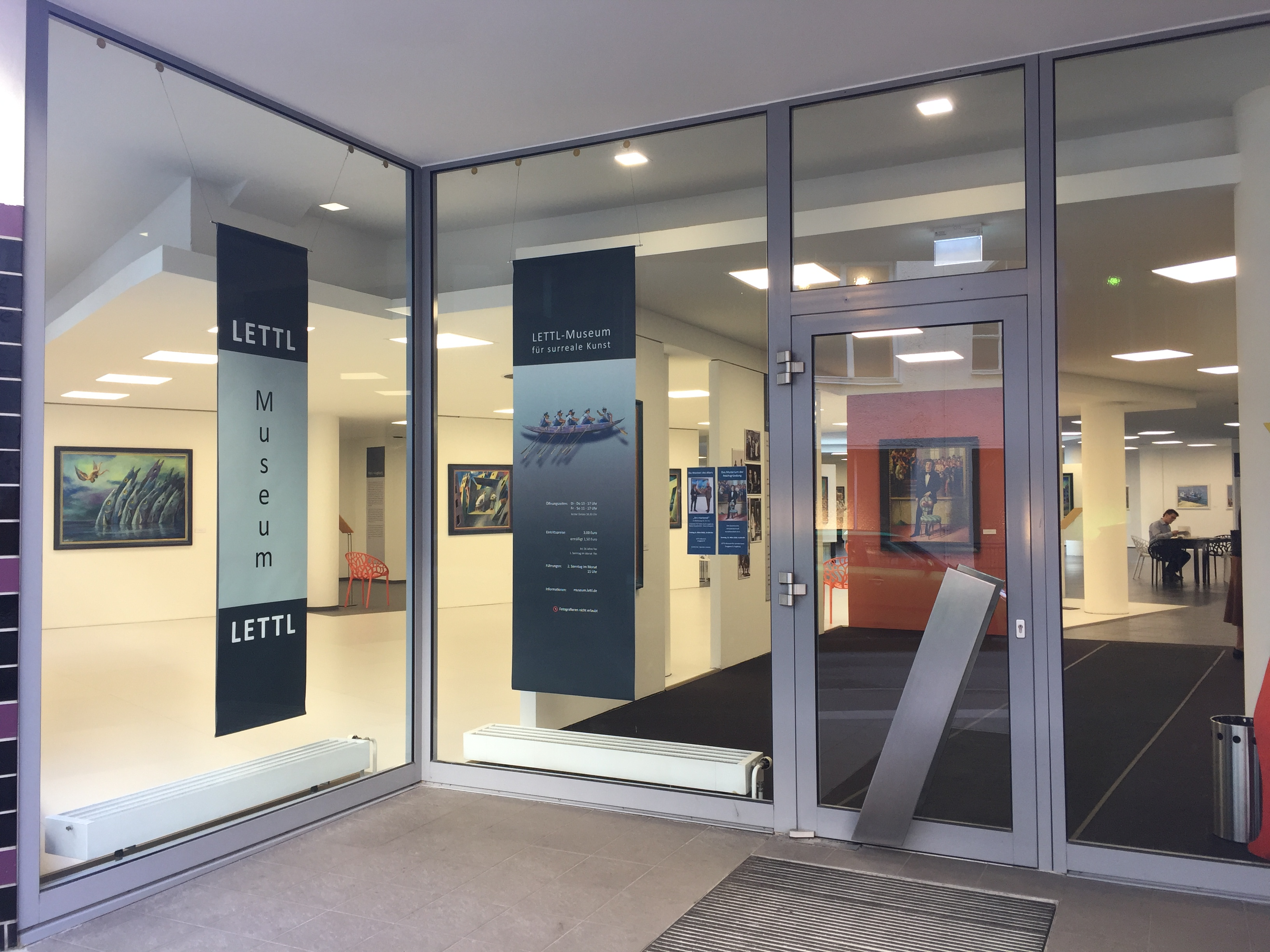
Eingang ins Lettl-Museum, Stand 2020.

Das Museum befindet sich in der Zeuggasse 9 im Stadtbezirk Augsburg-Innenstadt, St. Ulrich–Dom, zwischen dem Königsplatz und dem Augsburger Zeughaus. Bevor die Räume zum Museum umgebaut wurden, war dort ein Einrichtungshaus.

## Ausstellung
Das Museum zeigt auf 650 bis 700 Quadratmetern (die Flächenangaben schwanken) 131 Werke aus den Jahren 1942 bis 2007. Darunter sind neben den surrealistischen Bildern, für die Lettl bekannt ist, auch impressionistische Werke und andere, die nicht zuvor in der Dauerausstellung des Lettl-Atriums zu sehen waren.
Es gibt bewusst keine Erläuterungen zu den einzelnen Bildern, da diese nach dem Wunsch Lettls für sich selbst sprechen und den Betrachter zu eigenen Interpretationen anregen sollen. Eine Audioführung wird angeboten, die zu einzelnen Bildern Informationen zur Verfügung stellt. Diese stammen größtenteils von Wolfgang Lettl selbst und sind teilweise von ihm eingesprochen. Dabei handelt es sich bei den Texten nicht um Erklärungen, sondern um Gedanken, die parallel zu den Bildern stehen. Dazu präsentiert die Ausstellung einige Zitate des Künstlers.
In einem Kinoraum wird ein etwa 35-minütiger Film über Wolfgang Lettl gezeigt.

## Wiedereröffnung am 17. Mai 2020
Nach einer zweimonatigen Pause aufgrund der COVID-19-Pandemie in Deutschland öffnete das Lettl-Museum am 17. Mai 2020 wieder mit der Sonderausstellung: „Kann Regen schön sein?“ Bis zu 30 Personen durften das Museum gleichzeitig betreten, wobei es keine Führungen gab, aber einen Audioguide.